# ATP Challenger Bahia-2
Der ATP Challenger Bahia (offiziell: Bahia Challenger) war ein Tennisturnier, das 1989 und 1990 in Ilhéus, im Bundesstaat Bahia, stattfand. Es gehörte zur ATP Challenger Tour und wurde im Freien auf Hartplatz gespielt.

## Liste der Sieger

### Einzel
| Jahr | Sieger               | Finalgegner            | Ergebnis      |
| ---- | -------------------- | ---------------------- | ------------- |
| 1990 | Luis-Enrique Herrera | Patrick Baur           | 6:2, 6:2      |
| 1989 | Richard Fromberg     | Jean-Philippe Fleurian | 3:6, 6:3, 6:2 |

### Doppel
| Jahr | Sieger                           | Finalgegner                   | Ergebnis      |
| ---- | -------------------------------- | ----------------------------- | ------------- |
| 1990 | Hendrik Jan Davids Jacco Eltingh | Roger Smith Tobias Svantesson | 4:6, 6:3, 6:4 |
| 1989 | Javier Frana Cássio Motta        | Sergio Casal Javier Sánchez   | 6:4, 6:2      |